# Yekaterina Abrámova
Yekaterina Konstantínovna Abrámova –en ruso, Екатерина Константиновна Абрамова– (Leningrado, URSS, 14 de abril de 1982) es una deportista rusa que compitió en patinaje de velocidad sobre hielo. 
Participó en dos Juegos Olímpicos de Invierno, en los años 2006 y 2010, obteniendo una medalla de bronce en Turín 2006, en la prueba de persecución por equipos (junto con Yekaterina Lobysheva, Svetlana Vysokova, Varvara Barysheva y Galina Lijachova).

## Palmarés internacional
| Juegos Olímpicos | Juegos Olímpicos | Juegos Olímpicos  | Juegos Olímpicos        |
| Año              | Lugar            | Medalla           | Prueba                  |
| ---------------- | ---------------- | ----------------- | ----------------------- |
| 2006             | Turín (Italia)   | Medalla de bronce | Persecución por equipos |